# Municipio de Gnesen
El municipio de Gnesen (en inglés: Gnesen Township) es un municipio ubicado en el condado de St. Louis en el estado estadounidense de Minnesota. En el año 2010 tenía una población de 1683 habitantes y una densidad poblacional de 9,07 personas por km².

## Geografía
El municipio de Gnesen se encuentra ubicado en las coordenadas 47°1′21″N 92°6′46″O / 47.02250, -92.11278. Según la Oficina del Censo de los Estados Unidos, el municipio tiene una superficie total de 185.65 km², de la cual 162.87 km² corresponden a tierra firme y (12.27%) 22.78 km² es agua.

## Demografía
Según el censo de 2010, había 1683 personas residiendo en el municipio de Gnesen. La densidad de población era de 9,07 hab./km². De los 1683 habitantes, el municipio de Gnesen estaba compuesto por el 96.79% blancos, el 0.24% eran afroamericanos, el 0.95% eran amerindios, el 0.65% eran asiáticos, el 0.12% eran isleños del Pacífico, el 0.06% eran de otras razas y el 1.19% pertenecían a dos o más razas. Del total de la población el 0.36% eran hispanos o latinos de cualquier raza.